# 크메르 문자
크메르 문자(크메르어: អក្ខរក្រមខេមរភាសា 억커러크롬 크마에피어서)는 캄보디아의 법적 공용어인 크메르어를 표기하는 문자이다.
이 문자는 인도의 브라흐미계 문자에 속한 아부기다이며, 왼쪽에서 오른쪽으로 쓴다. 같은 문장 안의 단어 또는 구문은 일반적으로 사이에 공백없이 표기된다. 단어 내의 복합 자음군(consonant cluster)은 한 음절에 겹쳐지며, 두번째(간혹 세번째) 자음이 주 자음 아래의 첨자 형태로 쓰여진다. 원래 35개의 자음 문자가 있었으나 현대 크메르어에서는 33개만 사용한다. 각 문자는 고유한 모음(â 또는 ô)과 함께 자음을 나타낸다.
일부 독립된 모음 문자가 있지만 모음 소리는 의존 모음이 더 일반적으로 표시되며, 자음 문자를 수반하는 추가 기호와 해당 자음(또는 복합 자음군) 다음에 어떤 모음 소리가 발음되어야 하는지를 나타낸다. 대부분의 의존 모음은 추가되는 자음의 고유 모음에 따라 대부분의 경우 두 가지 다른 발음을 갖는다. 발음의 추가 수정을 나타내는 데 사용되는 발음 구별 부호도 있다. 크메르 문자에는 고유한 숫자와 문장부호도 포함되어 있다.

## 자음
크메르어 문자는 33개의 자음을 갖고 있으며 유성음과 무성음, 두가지 종류로 분류된다. 무성 자음들은 딸림모음으로 ' â /ɑː/ (어)'를 갖고 있는 반면에, 유성 자음들은 딸림모음으로 'ô /ɔː/ (오)'를 갖고 있다. 중기 크메르 시대의 음성 변화는 무성 자음 뒤에 오는 모음에 영향을 주었고 이러한 변화는 독특한 유성음이 손실되었음에도 불구하고 보존되었다.
다수의 자음이 복합적으로 쓰여질때, 첫 자음을 제외하고는 첨자의 형태로 쓰여진다. 대부분의 아래 첨자 자음은 해당 자음 기호와 유사한 형태이나 일부 경우에는 명백한 유사성이 없지만 더 작고 단순화된 형태일 수 있다. 대부분의 아래 첨자 자음은 다른 자음 바로 아래에 작성되지만 아래 첨자 r은 왼쪽에 표시되고 일부 다른 자음에는 오른쪽에 나타나기도 하다. 첨자는 자음군(단어 사이에 모음 소리가 없는 단어에서 연속적으로 발음되는 자음)을 작성할 때 사용된다.
자음과 첨자 형태는 아래 표에 나열되어 있으며, 일반적으로 표음 값은 국제음성기호(IPA)를 사용하여 표기되며, 변형은 표 아래에 설명되어 있다. 자음 문자는 딸림 모음과 함께 발음을 표기하였다. 음역은 UNGEGN 시스템을 사용하였다.
| 문자 | 첨자 형태 | 전체 발음 (딸림모음 포함)                                                       | 전체 발음 (딸림모음 포함)                                                       | 전체 발음 (딸림모음 포함)                                                       | 자음 발음                                                                       | 자음 발음                                                                       |
| 문자 | 첨자 형태 | UNGEGN                                                                          | GD                                                                              | IPA                                                                             | UNGEGN/GD                                                                       | IPA                                                                             |
| ---- | --------- | ------------------------------------------------------------------------------- | ------------------------------------------------------------------------------- | ------------------------------------------------------------------------------- | ------------------------------------------------------------------------------- | ------------------------------------------------------------------------------- |
| ក    | ្ក         | kâ                                                                              | ka                                                                              | [kɑː]                                                                           | k                                                                               | [k]                                                                             |
| ខ    | ្ខ         | khâ                                                                             | kha                                                                             | [kʰɑː]                                                                          | kh                                                                              | [kʰ]                                                                            |
| គ    | ្គ         | kô                                                                              | ko                                                                              | [kɔː]                                                                           | k                                                                               | [k]                                                                             |
| ឃ    | ្ឃ         | khô                                                                             | kho                                                                             | [kʰɔː]                                                                          | kh                                                                              | [kʰ]                                                                            |
| ង    | ្ង         | ngô                                                                             | ngo                                                                             | [ŋɔː]                                                                           | ng                                                                              | [ŋ]                                                                             |
| ច    | ្ច         | châ                                                                             | cha                                                                             | [cɑː]                                                                           | ch                                                                              | [c]                                                                             |
| ឆ    | ្ឆ         | chhâ                                                                            | chha                                                                            | [cʰɑː]                                                                          | chh                                                                             | [cʰ]                                                                            |
| ជ    | ្ជ         | chô                                                                             | cho                                                                             | [cɔː]                                                                           | ch                                                                              | [c]                                                                             |
| ឈ    | ្ឈ         | chhô                                                                            | chho                                                                            | [cʰɔː]                                                                          | chh                                                                             | [cʰ]                                                                            |
| ញ    | ្ញ         | nhô                                                                             | nho                                                                             | [ɲɔː]                                                                           | nh                                                                              | [ɲ]                                                                             |
| ដ    | ្ដ         | dâ                                                                              | da                                                                              | [ɗɑː]                                                                           | d                                                                               | [ɗ]                                                                             |
| ឋ    | ្ឋ         | thâ                                                                             | tha                                                                             | [tʰɑː]                                                                          | th                                                                              | [tʰ]                                                                            |
| ឌ    | ្ឌ         | dô                                                                              | do                                                                              | [ɗɔː]                                                                           | d                                                                               | [ɗ]                                                                             |
| ឍ    | ្ឍ         | thô                                                                             | tho                                                                             | [tʰɔː]                                                                          | th                                                                              | [tʰ]                                                                            |
| ណ    | ្ណ         | nâ                                                                              | na                                                                              | [nɑː]                                                                           | n                                                                               | [n]                                                                             |
| ត    | ្ត         | tâ                                                                              | ta                                                                              | [tɑː]                                                                           | t                                                                               | [t]                                                                             |
| ថ    | ្ថ         | thâ                                                                             | tha                                                                             | [tʰɑː]                                                                          | th                                                                              | [tʰ]                                                                            |
| ទ    | ្ទ         | tô                                                                              | to                                                                              | [tɔː]                                                                           | t                                                                               | [t]                                                                             |
| ធ    | ្ធ         | thô                                                                             | tho                                                                             | [tʰɔː]                                                                          | th                                                                              | [tʰ]                                                                            |
| ន    | ្ន         | nô                                                                              | no                                                                              | [nɔː]                                                                           | n                                                                               | [n]                                                                             |
| ប    | ្ប         | bâ                                                                              | ba                                                                              | [ɓɑː]                                                                           | b, p                                                                            | [ɓ], [p]                                                                        |
| ផ    | ្ផ         | phâ                                                                             | pha                                                                             | [pʰɑː]                                                                          | ph                                                                              | [pʰ]                                                                            |
| ព    | ្ព         | pô                                                                              | po                                                                              | [pɔː]                                                                           | p                                                                               | [p]                                                                             |
| ភ    | ្ភ         | phô                                                                             | pho                                                                             | [pʰɔː]                                                                          | ph                                                                              | [pʰ]                                                                            |
| ម    | ្ម         | mô                                                                              | mo                                                                              | [mɔː]                                                                           | m                                                                               | [m]                                                                             |
| យ    | ្យ         | yô                                                                              | yo                                                                              | [jɔː]                                                                           | y                                                                               | [j]                                                                             |
| រ    | ្រ         | rô                                                                              | ro                                                                              | [rɔː]                                                                           | r                                                                               | [r]                                                                             |
| ល    | ្ល         | lô                                                                              | lo                                                                              | [lɔː]                                                                           | l                                                                               | [l]                                                                             |
| វ    | ្វ         | vô                                                                              | vo                                                                              | [ʋɔː]                                                                           | v                                                                               | [ʋ]                                                                             |
| ឝ    | ្ឝ         | 옛 문자, 역사적으로 팔리어/산스크리트어 음역의 무성 치경구개 마찰음으로 사용됨. | 옛 문자, 역사적으로 팔리어/산스크리트어 음역의 무성 치경구개 마찰음으로 사용됨. | 옛 문자, 역사적으로 팔리어/산스크리트어 음역의 무성 치경구개 마찰음으로 사용됨. | 옛 문자, 역사적으로 팔리어/산스크리트어 음역의 무성 치경구개 마찰음으로 사용됨. | 옛 문자, 역사적으로 팔리어/산스크리트어 음역의 무성 치경구개 마찰음으로 사용됨. |
| ឞ    | ្ឞ         | 옛 문자, 역사적으로 팔리어/산스크리트어 음역의 무성 권설 마찰음으로 사용됨.     | 옛 문자, 역사적으로 팔리어/산스크리트어 음역의 무성 권설 마찰음으로 사용됨.     | 옛 문자, 역사적으로 팔리어/산스크리트어 음역의 무성 권설 마찰음으로 사용됨.     | 옛 문자, 역사적으로 팔리어/산스크리트어 음역의 무성 권설 마찰음으로 사용됨.     | 옛 문자, 역사적으로 팔리어/산스크리트어 음역의 무성 권설 마찰음으로 사용됨.     |
| ស    | ្ស         | sâ                                                                              | sa                                                                              | [sɑː]                                                                           | s                                                                               | [s]                                                                             |
| ហ    | ្ហ         | hâ                                                                              | ha                                                                              | [hɑː]                                                                           | h                                                                               | [h]                                                                             |
| ឡ    | 없음      | lâ                                                                              | la                                                                              | [lɑː]                                                                           | l                                                                               | [l]                                                                             |
| អ    | ្អ         | ’â                                                                              | ’a                                                                              | [ʔɑː]                                                                           | ’                                                                               | [ʔ]                                                                             |

### 보조 자음
크메르 문자 체계에는 특정 차용어, 특히 프랑스어와 태국어에서 사용되는 보조 자음이 포함된다. 대부분 토착 단어에서 발생하지 않거나 토착 문자가 두 모음 계열 중 하나로 제한되는 소리를 나타낸다. 대부분은 ហ hâ 아래 첨자를 겹쳐서 형성되는 이중음자이며 고유 모음을 ô로 변경해야 하는 경우 추가 treisăpt 분음 부호를 사용한다. 그러나 pâ의 문자는 문자 ប bâ 위에 musĕkâtônd("쥐이빨") 분음 부호를 배치하여 형성된다.
| 보조 자음 | 구성                | 전체 발음 (딸림모음 포함) | 전체 발음 (딸림모음 포함) | 전체 발음 (딸림모음 포함) | 자음 발음 | 자음 발음 | 자음 발음 | 비고 |
| 보조 자음 | 구성                | UNGEGN                    | 지리학과                  | IPA                       | UNGEGN    | 지리학과  | IPA       | 비고 |
| --------- | ------------------- | ------------------------- | ------------------------- | ------------------------- | --------- | --------- | --------- | --- |
| ហ្គ        | hâ + kô             | hkâ                       | hka                       | [ɡɑː]                     | hk        | hk        | [ɡ]       | 예: ហ្គាស hkas [ɡaːh](가스) (프랑스어 gaz에서 유래)                                                              |
| ហ្គ៊        | hâ + kô + diacritic | hkô                       | hko                       | [ɡɔː]                     | hk        | hk        | [ɡ]       | 예: ហ្គ៊ារ hkéar [giə] (철도역) (프랑스어 gare에서 유래)                                                          |
| ហ្ន        | hâ + nô             | hnâ                       | hna                       | [nɑː]                     | hn        | hn        | [n]       | 예: ហ្នាំង/ហ្ន័ង hnăng [naŋ] (상영 막) (태국어 หนัง에서 유래)                                                        |
| ប៉         | bâ + diacritic      | pâ                        | pa                        | [pɑː]                     | p         | p         | [p]       | 예: ប៉ាក់ păk [pak] (자수), ប៉័ង păng [paŋ] (빵) (프랑스어 pain에서 유래)                                           |
| ហ្ម        | hâ + mô             | hmâ                       | hma                       | [mɑː]                     | hm        | hm        | [m]       | 예: គ្រូហ្ម kru hmâ [kruː mɑː] (주술사) (태국어 หมอผี(주술사)에서 유래)                                            |
| ហ្ល        | hâ + lô             | hlâ                       | hla                       | [lɑː]                     | hl        | hl        | [l]       | 예: ហ្លួង hluŏng [luəŋ] (왕) (태국어 หลวง에서 유래)                                                              |
| ហ្វ        | hâ + vô             | hvâ                       | hva                       | [fɑː], [ʋɑː]              | hv        | hv        | [f], [ʋ]  | [ʋ]예: ហ្វង់ hváng [ʋɑŋ] (clear), [f]예: កាហ្វេ kahvé [kaːfeː] (커피) (프랑스어 café에서 유래)                      |
| ហ្វ៊        | hâ + vô + diacritic | hvô                       | hvo                       | [fɔː], [ʋɔː]              | hv        | hv        | [f], [ʋ]  | 예: ហ្វ៊ីល hvil [fiːl] (필름) (프랑스어 film에서 유래)                                                            |
| ហ្ស        | hâ + sâ             | hsâ                       | hsa                       | [ʒɑː], [zɑː]              | hs        | hs        | [ʒ], [z]  | 예: ហ្សាស hsas [ʒaːh] (재즈) (프랑스어 jazz에서 유래), ភីហ្សា phihsa [pʰiːzaː] (피자)                               |
| ហ្ស៊        | hâ + sâ + diacritic | hsô                       | hso                       | [ʒɔː], [zɔː]              | hs        | hs        | [ʒ], [z]  | 예: ហ្ស៊ីប hsib [ʒiːp] (지프) (프랑스어 jeep에서 유래), ហ្សឺណេវ hsœnév [zəːneːw] (제네바) (프랑스어 Genève에서 유래) |

## 의존 모음
대부분의 크메르 모음은 크메르어로 ស្រៈនិស្ស័យ srăk nĭssăy 또는 ស្រៈផ្សំ srăk phsâm("연결 모음")으로 알려진 의존 모음으로 작성된다. 이 모음은 자음(또는 복합 자음군)과 조합해서만 쓸 수 있다.
대부분의 모음 기호는 추가되는 자음의 딸림모음에 따라 두 가지 발음이 가능하다. 이들의 발음은 약한 음절과 짧은 음절(예를 들어 발음 구별법)에서도 다를 수 있다. 종속모음(또는 발음기호)가 없으면 종종 초성자음 뒤의 딸림모음 소리가 뒤따른다.
| 의존 모음 | 예시 | IPA                        | IPA      | GD    | GD    | UNGEGN | UNGEGN | 비고 |
| 의존 모음 | 예시 | a계열                      | o계열    | a계열 | o계열 | a계열  | o계열  | 비고 |
| --------- | ---- | -------------------------- | -------- | ----- | ----- | ------ | ------ | --- |
| (none)    | អ    | [ɑː], 일부 방언에서는 [ɒː] | [ɔː]     | a     | o     | â      | ô      | 분음 부호에 의한 수정 참고 |
| ា          | អា    | [aː]                       | [iːə]    | a     | ea    | a      | éa     | 분음 부호에 의한 수정 참고 អ៊ា, ា의 o-계열은, ៀ과 약간 다름. (អ៊ា ~ "공기" vs ៀ ~ "귀") |
| ិ          | អិ    | [ə], [e]                   | [ɨ], [i] | e     | i     | ĕ      | ĭ      | 음절에서 [e]/[i]로 발음되며, 종성이 표시되지 않음((음절이 강조되면 성문 파열음이 추가, 그러나 어떤 단어에서는 모음이 끝일때 묵음이 되고, 단어 끝이 아닌 어떤 단어에서는 [əj]로 발음). o-계열에서는 시리즈에서는 어미 យ yô와 결합하여 [iː]를 냄. (분음 부호에 의한 수정 참고) |
| ី          | អី    | [əj]                       | [iː]     | ei    | i     | ei     | i      | |
| ឹ          | អឹ    | [ə]                        | [ɨ]      | oe    | ue    | œ̆      | œ̆      | |
| ឺ          | អឺ    | [əɨ]                       | [ɨː]     | eu    | ueu   | œ      | œ      | |
| ុ          | អុ    | [o]                        | [u]      | o     | u     | ŏ      | ŭ      | 분음 부호에 의한 수정 참고. 강세가 있는 음절에 성문파열음 [ʔ]이 오거나 តុ tŏk라는 단어에서 [k]가 붙는다(그러나 특정 단어에서 모음은 종성일 때 묵음). |
| ូ          | អូ    | [ou]                       | [uː]     | ou    | u     | o      | u      | 마지막 វ vô 앞에서 [əw]/[ɨw]가 됨. |
| ួ          | អួ    | [uə]                       | [uə]     | uo    | uo    | uŏ     | uŏ     | |
| ើ          | អើ    | [aə]                       | [əː]     | aeu   | eu    | aeu    | eu     | 분음 부호에 의한 수정 참고 |
| ឿ          | អឿ    | [ɨə]                       | [ɨə]     | oea   | oea   | œă     | œă     | |
| ៀ          | អៀ    | [iə]                       | [iə]     | ie    | ie    | iĕ     | iĕ     | |
| េ          | អេ    | [ei]                       | [eː]     | e     | e     | é      | é      | 구개음 앞에서 [ə]/[ɨ]가 됨(또는 a 계열에서 [a]에서 [c]로). 어떤 단어에서는 [ae]/[ɛː] 로 발음됨. 분음 부호에 의한 수정 참고 |
| ែ          | អែ    | [ae]                       | [ɛː]     | ae    | eae   | ê      | ê      | 분음 부호에 의한 수정 참고 |
| ៃ          | អៃ    | [aj]                       | [ɨj]     | ai    | ey    | ai     | ey     | |
| ោ          | អោ    | [ao]                       | [oː]     | ao    | ou    | aô     | oŭ     | 분음 부호에 의한 수정 참고 |
| ៅ          | អៅ    | [aw]                       | [ɨw]     | au    | ov    | au     | ŏu     | |

각 의존 모음의 구어 이름은 단어 ស្រៈ srăk [sraʔ]("모음") 다음에 성문 파열음이 오는 모음의 a 계열 값으로 구성된다.

### 분음 부호에 의한 수정
일부 크메르 분음 부호를 추가하면 고유 또는 의존 모음의 길이와 값을 수정할 수 있다.
다음 표는 마지막 [m] 및 [h]를 나타내는 nĭkkôhĕt and reăhmŭkh 분음 부호의 조합을 나타낸다. a 계열 자음 អ ’â와 함께 표시한다.
| 조합 형태 | IPA   | IPA   | GD    | GD    | UNGEGN | UNGEGN | 비고                                                                      |
| 조합 형태 | a계열 | o계열 | a계열 | o계열 | a계열  | o계열  | 비고                                                                      |
| --------- | ----- | ----- | ----- | ----- | ------ | ------ | ------------------------------------------------------------------------- |
| អុំ         | [om]  | [um]  | om    | um    | om     | ŭm     |                                                                           |
| អំ         | [ɑm]  | [um]  | am    | um    | âm     | um     | ធំ thum ("큰") 단어에서는 [tʰom](단, 일부 방언에서는 [tʰum])으로 발음된다. |
| អាំ         | [am]  | [ŏəm] | am    | oam   | ăm     | ŏâm    | ង ngô가 오면, [aŋ]/[eəŋ] ăng/eăng가 된다.                                 |
| អះ         | [ah]  | [ĕəh] | ah    | eah   | ăh     | eăh    |                                                                           |
| អិះ         | [eh]  | [ih]  | eh    | is    | ĕh     | ĭh     |                                                                           |
| អុះ         | [oh]  | [uh]  | oh    | uh    | ŏh     | ŭh     |                                                                           |
| អេះ         | [eh]  | [ih]  | eh    | eh    | éh     | éh     |                                                                           |
| អោះ         | [ɑh]  | [ŭəh] | aoh   | uoh   | aôh    | ŏăh    | នោះ nŏăh ("저것") 단어에서는 [nuh]로 발음된다.                              |

여기에 나열된 처음 4개의 구성은 자체적으로 의존 모음으로 취급되며 다른 의존 모음과 동일한 방식으로 구성된 이름을 가진다(이전 문단에서 설명됨).
reăhmŭkh와 함께 다른 드문 구성은 [əh]로 발음되는 អើះ (or អឹះ) 및 [eh]로 발음되는 អែះ이다.  ចា៎ះ "예"(여성이 사용) 단어는 [caː]로 발음되나 드물게 [caːh]로 발음된다.
bânták(음절의 마지막 자음 위에 작은 수직선)은 다음과 같은 효과가 있다.
- 고유한 â가 있는 음절에서 모음은 [ɑ]로 단축, UN 표기 á
- 고유한 ô가 있는 음절에서 모음은 최종 순음 앞에서 [u]로 수정, 그렇지 않은 경우 [ŏə]로 수정, UN 표기 ó
- a 계열에서 의존 모음 기호()가 있는 음절에서 모음은 [a]로 단축, UN 표기 ă
- o 계열에서 해당 모음 기호가 있는 음절에서 모음은 k, ng, h 앞에 [ŏə](UN 표기 oă) 또는 [ĕə] eă로 수정., UN 표기 oă 또는 [ĕə] eă로 수정된다.

sanhyoŭk sannha는 bântăk를 가진 의존 모음과 같다. 그러나 o 계열 발음은 마지막 y 앞에서 [ɨ], 마지막(무음) r 앞에서 [ɔə]가 된다.
yŭkôlpĭntŭ(쌍점)은 [a](a 계열) 또는 [ĕə](o 계열)를 나타내며 뒤에 성문 파열음이 나타난다.

## 독립 모음
독립 모음은 자음 기호에 붙지 않고 단독으로 표기되는 모음 문자이다. 크메르어로는 "완전한 모음"을 뜻하는 ស្រៈពេញតួ sră pénh tuŏ라고 부른다. 일부 단어에서는 초기 성문 파열음 또는 유음과 모음의 특정 조합을 나타내기 위해 사용된다. 독립 모음은 소수의 단어에 사용되며, 대부분 인도어에서 유래했으며, 결과적으로 사용법과 발음에 약간의 불일치가 있다. 그러나 이러한 현상이 발생하는 몇 가지 단어는 상당히 자주 사용된다.
그러나 이 독립 모음이 나오는 몇 단어는 꽤 자주 사용되며, 다음 몇가지가 포함된다.: ឥឡូវ ĕlov [ʔəjləw] "지금", ឪពុក âupŭk [ʔəwpuk] "아버지", ឬ rœ [rɨː] "또는", ឮ lœ [lɨː] "듣다", ឲ្យ aôy [ʔaoj] "주다, 알리다", ឯង êng [ʔaeŋ] "당신, 너", ឯណា ê na [ʔae naː] "어디에".
| 독립모음 | IPA                          | GD                           | UNGEGN                       |
| -------- | ---------------------------- | ---------------------------- | ---------------------------- |
| ឥ        | [ʔə], [ʔɨ], [ʔəj]            | e                            | ĕ                            |
| ឦ        | [ʔəj]                        | ei                           | ei                           |
| ឧ        | [ʔo], [ʔu], [ʔao]            | o                            | ŏ, ŭ                         |
| ឨ        | 사용되지 않음(ឧក순서와 동일) | 사용되지 않음(ឧក순서와 동일) | 사용되지 않음(ឧក순서와 동일) |
| ឩ        | [ʔou], [ʔuː]                 | ou                           | 주어지지 않음                |
| ឪ        | [ʔəw]                        | au                           | âu                           |
| ឫ        | [rɨ]                         | rue                          | rœ̆                           |
| ឬ        | [rɨː]                        | rueu                         | rœ                           |
| ឭ        | [lɨ]                         | lue                          | lœ̆                           |
| ឮ        | [lɨː]                        | lueu                         | lœ                           |
| ឯ        | [ʔae], [ʔɛː], [ʔeː]          | ae                           | ê                            |
| ឰ        | [ʔaj]                        | ai                           | ai                           |
| ឱ, ឲ     | [ʔao]                        | ao                           | aô                           |
| ឳ        | [ʔaw]                        | au                           | au                           |

독립 모음 문자는 의존 모음과 유사하게 이름이 지정된다. 단어 ស្រៈ sră [sraʔ]("모음) 다음에 해당 문자의 주요 소리(위의 발음 또는 위에 나열된 발음 중 첫 번째)가 오고, 단모음 뒤에 성문 파열음이 추가된다. 짧은 모음 뒤에. 그러나 ឥ 문자는 ស្រៈឥ sră ĕ [sraʔ ʔeʔ]라고 한다.

## 분음 부호
크메르어 문자 체계에는 발음의 변화를 나타내는 몇 가지 분음 부호(វណ្ណយុត្តិ, vônnâyŭttĕ, 발음 [ʋannajut])가 포함되어 있다.
| 분음부호 | 크메르 명칭             | 기능 |
| -------- | ----------------------- | --- |
| ំ         | និគ្គហិត nĭkkôhĕt          | 팔리어 niggahīta, 아누스바라와 관련. 자음이나 뒤에 오는 종속모음 위에 쓰여지는 작은 원, [m]을 더하여 고유 또는 종속모음을 비음화하고, 장모음을 단모음호 한다. 분음 부호에 의한 수정 참고 |
| ះ         | រះមុខ reăhmŭkh            | 비사르가와 관련. 한 쌍의 작은 자음 뒤 또는 그 뒤에 쓰여지는 종속모음에 쓰여지는 한 쌍의 작은 원. 고유모음 또는 종속모음에 무성 성문 반찰음 /h/를 수정하고 추가한다. 분음 부호에 의한 수정 참고 |
| ៈ         | យុគលពិន្ទុ yŭkôlôpĭntŭ      | 비교적 최근에 도입된 발음 구별 부호인 "점 한 쌍". 자음 뒤에 쓰여지며 단모음과 성문 파열음을 나타낸다. 분음 부호에 의한 수정 참고 |
| ៉         | មូសិកទន្ត musĕkâtônd       | 자음 위에 쓰여진 두 개의 짧은 세로줄, 일부 o-계열 자음(ង ញ ម យ រ វ)을 a-계열로 변환하는 데 사용. 또한 p음으로 변환하기 위해 ប bâ 와 함께 사용(보조 자음 참고). |
| ៊         | ត្រីស័ព្ទ treisăpt          | 자음 위에 쓰여지는 물결 모양의 선, 일부 a-계열 자음(ស ហ ប អ)을 o-계열 자음으로 변환하는데 사용, |
| ុ         | ក្បៀសក្រោម kbiĕs kraôm      | បុកជើង bŏk cheung ("발을 치다")이라고도 하며, 자음 아래에 쓰여지는 세로줄로, 위첨자 모음에 의해 방해될 때 분음부호 treisăpt와 musĕkâtônd 대신 사용된다. |
| ់         | បន្តក់ bânták             | 특정 모음의 단축(및 해당 품질 변화)을 나타냄, 음절의 마지막 자음 위에 작은 수직선. |
| ៌         | របាទ rôbat រេផៈ réphă      | 이 위첨자 분음 부호는 산스크리트어에서 발생하며 데바나가리 분음 부호 repha에 해당한다. 원래 r 소리를 나타낸다(UNGEGN 체계에서는 로마자 r로 표기). 현재 대부분의 경우 위에 나타나는 자음과 분음 부호 자체는 발음되지 않는다. 예: ធម៌ thôrm [tʰɔə] ("dharma"), កាណ៌ karn [kaː] (from karṇa), សួគ៌ា suŏrkéa [suəkiə] ("Svarga"). |
| ៍         | ទណ្ឌឃាដ tôndôkhéad        | 마지막 자음 위에 쓰여 발음되지 않음을 나타내기 위해 마지막 자음 위에 쓴다. (이런 발음되지 않은 문자는 UNGEGN 체계에서는 로마자로 표기된다.) |
| ៎         | កាកបាទ kakâbat            | "까마귀발"이라고도 하며, 감탄사의 고조되는 억양을 나타내기 위해 쓰이며, 보통 /na/, /nɑː/, /nɛː/, /ʋəːj/와 같은 불변화사에 배치되며, 여성이 사용하는 "예"를 나타내는 단어인 ចា៎ះ /caːh/ 등에도 자주 배치된다. |
| ៏         | អស្តា âsda                | 종속모음이 없는 자음이 종성음이 아닌 고유 모음으로 발음되는 것을 나타내기 위해 몇 단어에 사용된다. |
| ័         | សំយោគសញ្ញា sâmyoŭk sânhnhéa | 일부 산스크리트어와 팔리어(일반적으로는 다른 철자가 존재)에서 사용되며, 음절에 특정 단모음이 포함됨을 나타내기 위해 자음 위에 쓰여진다. |
| ៑         | វិរាម vĭréam              | 자음의 딸림모음을 제거하는 비라마에 해당하는 대부분 구식 발음 구별 부호. |

## 크메르 숫자
| 크메르 숫자   | ០ | ១ | ២ | ៣ | ៤ | ៥ | ៦ | ៧ | ៨ | ៩ |
| 아라비아 숫자 | 0 | 1 | 2 | 3 | 4 | 5 | 6 | 7 | 8 | 9 |

예를 들어 72를 크메르 문자로 작성할 때에는 ៧២라고 표기한다.

## 크메르 유니코드
|      |  | 0 | 1 | 2 | 3 | 4 | 5 | 6 | 7 | 8 | 9 | A | B | C | D | E | F |
| 1780 |  | ក | ខ | គ | ឃ | ង | ច | ឆ | ជ | ឈ | ញ | ដ | ឋ | ឌ | ឍ | ណ | ត |
| 1790 |  | ថ | ទ | ធ | ន | ប | ផ | ព | ភ | ម | យ | រ | ល | វ | ឝ | ឞ | ស |
| 17A0 |  | ហ | ឡ | អ | ឣ | ឤ | ឥ | ឦ | ឧ | ឨ | ឩ | ឪ | ឫ | ឬ | ឭ | ឮ | ឯ |
| 17B0 |  | ឰ | ឱ | ឲ | ឳ | ឴  | ឵  | ា  | ិ  | ី  | ឹ  | ឺ  | ុ  | ូ  | ួ  | ើ  | ឿ  |
| 17C0 |  | ៀ  | េ  | ែ  | ៃ  | ោ  | ៅ  | ំ  | ះ  | ៈ  | ៉  | ៊  | ់  | ៌  | ៍  | ៎  | ៏  |
| 17D0 |  | ័  | ៑  | ្  | ៓  | ។ | ៕ | ៖ | ៗ | ៘ | ៙ | ៚ | ៛ | ៜ | ៝  | ៞ | ៟ |
| 17E0 |  | ០ | ១ | ២ | ៣ | ៤ | ៥ | ៦ | ៧ | ៨ | ៩ | ៪ | ៫ | ៬ | ៭ | ៮ | ៯ |
| 17F0 |  | ៰ | ៱ | ៲ | ៳ | ៴ | ៵ | ៶ | ៷ | ៸ | ៹ | ៺ | ៻ | ៼ | ៽ | ៾ | ៿ |